# Centre Demòcrata Andorra
Die Demokratische Zentrum Andorras (katalanisch: Centre Demòcrata Andorrà, kurz CDA) war eine christdemokratische Partei in Andorra, die bis 2005 existierte. Auf internationaler Ebene gehörte sie der Christlich Demokratischen Internationale an.
Letzter Vorsitzender der CDA ist Josep Cosan. Bei der letzten Wahl zum andorranischen Parlament am 24. April 2005 erreichte das Wahlbündnis von CDA und Segle 21 11 % der Stimmen und damit 2 der 28 Parlamentssitze. Die beiden Parteien fusionierten 2005 zum Nou Centre (Neues Zentrum), das wiederum 2011 in den Demòcrates per Andorra aufging.